# Xerodraba
Xerodraba es un género de plantas fanerógamas de la familia Brassicaceae. Comprende nueve especies descritas y de estas, solo 7 aceptadas.

## Taxonomía
El género fue descrito por Carl Skottsberg y publicado en Kongl. Svenska Vetenskapsakad. Handl. 56(5): 230. 1916.

## Especies aceptadas
A continuación se brinda un listado de las especies del género Xerodraba aceptadas hasta julio de 2014, ordenadas alfabéticamente. Para cada una se indica el nombre binomial seguido del autor, abreviado según las convenciones y usos. 
- Xerodraba colobanthoides Skottsb.
- Xerodraba glebaria
- Xerodraba lycopodioides
- Xerodraba monantha
- Xerodraba patagonica
- Xerodraba pectinata Skottsb.
- Xerodraba pycnophylloides